# NGC 845
NGC 845 est une galaxie spirale située dans la constellation d'Andromède. NGC 845 a été découverte par l'astronome britannique John Herschel en 1828.

## Caractéristiques
Sa vitesse par rapport au fond diffus cosmologique est de 4 199 ± 17 km/s, ce qui correspond à une distance de Hubble de 61,9 ± 4,3 Mpc (∼202 millions d'al).
À ce jour, six mesures non basées sur le décalage vers le rouge (redshift) donnent une distance de 53,650 ± 9,051 Mpc (∼175 millions d'al), ce qui est à l'intérieur des valeurs de la distance de Hubble. Notons cependant que c'est avec la valeur moyenne des mesures indépendantes, lorsqu'elles existent, que la base de données NASA/IPAC calcule le diamètre d'une galaxie et qu'en conséquence le diamètre de NGC 845 pourrait être d'environ 32,5 kpc (∼106 000 al) si on utilisait la distance de Hubble pour le calculer.
La classe de luminosité de NGC 845 est II et elle présente une large raie HI.

## Groupe de NGC 841
NGC 845 fait partie du groupe de NGC 841 qui comprend 6 galaxies brillantes en rayon X. Les 5 autres galaxies de ce groupe sont NGC 834, NGC 841, UGC 1650, UGC 1673 et UGC 1721. La galaxie UGC 1771 fait aussi partie de ce groupe, mais elle ne brille pas dans le domaine des rayons X.